# Isodactylactis affinis
Isodactylactis affinis är en korallart som beskrevs av Enrica Calabresi 1927. Isodactylactis affinis ingår i släktet Isodactylactis och familjen Cerianthidae. Inga underarter finns listade i Catalogue of Life.